# Fokaladhesion
Fokaladhesioner är stora proteinaggregat som förbinder cytoskelettet hos celler till extracellulärt matrix. Fokaladhesioner är en subtyp av cell-matrix-medierade proteinkomplex, tillsammans med fokala komplex, nacent adhesions, fibrillära adehsioner, m.fl.  Dessa komplex förbinder alla cellen med det omkringliggande extracellulärmatrixet, vilket är nödvändigt för att celler kan organisera sig till vävnader, samt medför förmågan till cellmotilitet. 
Fokaladhesionskomplex uppstår när nascent adhesions (små adhesionskomplex), som bildas i leading edge när celler rör på sig, mognar via fokala adhesionser (medelstora komplex) till fokaladhesioner.  Cell-matrix adhesionskomplexen fungerar som cellens fötter via förflyttning och koordierar bindningen till extracellulärt matrix med cytosklettet och reglerar cytoskelettets dynamiska omvandling som är nödvändigt för cellens förflyttning.
Fokaladhesioner bygger på att transmembrana proteiner, integriner, binder till det extracellulära matrix som finns runt omkring alla vävnadsceller. Integriner fungerar dessutom som  receptorer, när de binder in till extracellulärt matrix så genereras olika signalvägar. Detta aktiverar i sin tur proliferativa, differetierande och antiapoptotiska signaltransduktionsvägar, via bland annat PI3K/AKT/mTOR-signaleringsvägen samt Src-signalvägen.